# Nettuno
Nettuno är en ort och kommun i storstadsregionen Rom, innan 2015 provinsen Rom, i regionen Lazio i Italien. Kommunen hade 49 995 invånare (2018).
Basilikan Santa Maria delle Grazie e Santa Maria Goretti är ett berömt vallfartsmål. I dess krypta vilar jungfrumartyren Maria Goretti (1890-1902).